# Baetis khakassicus
Baetis khakassicus is een haft uit de familie Baetidae. De wetenschappelijke naam van de soort is voor het eerst geldig gepubliceerd in 2005 door Beketov & Godunko.
De soort komt voor in het Palearctisch gebied.